# Acyphoderes cribricollis
Acyphoderes cribricollis är en skalbaggsart som beskrevs av Bates 1892. Acyphoderes cribricollis ingår i släktet Acyphoderes och familjen långhorningar.
Artens utbredningsområde är Costa Rica. Inga underarter finns listade i Catalogue of Life.